# Lunds Helgeands distrikt
Lunds Helgeands distrikt är ett distrikt i Lunds kommun och Skåne län.
Distriktet omfattar de södra delarna av tätorten Lund, nämligen stadsdelarna Klostergården, Nilstorp och Järnåkra.

## Tidigare administrativ tillhörighet
Distriktet inrättades 2016 och utgörs av en del av området som före 1971 utgjorde Lunds stad, före 1944 till största delen utgörande den sydvästra enklaven av Lunds socken och före 1961 med en mindre del i nordöstra Knästorps socken. Området ingår sedan 1971 i Lunds kommun med ett mindre område före 1979 i Staffanstorps kommun (i Knästorps socken).
Området motsvarar den omfattning Helgeands församling fick 1992 när den bröts ut ur Lunds domkyrkoförsamling.